# Zdravko Zovko
Zdravko Zovko (Gornje Kolibe, 1955. május 25. –) jugoszláv válogatott, horvát kézilabdázó, edző. A legsikeresebb horvát kézilabdaedzők között tartják számon. A horvát férfi válogatott és női válogatott szövetségi kapitánya több alkalommal. 2002-ben a Fotex Veszprém bajnokok ligája döntőjébe jutó csapatának a vezetőedzője.

## Pályafutása
Zdravko Zovko az egykori Jugoszlávia (mai Bosznia) területén született, Kolibe Gornje városában.
Egész játékos-pályafutását a Medveščak Zagreb csapatánál töltötte, a jugoszláv válogatottal pedig 1984-ben olimpiai bajnok lett. A torna során hat mérkőzésen öt gólt szerzett.
Edzői pályafutásának legnagyobb sikereit a RK Zagreb, a Fotex Veszprém és a Podravka Koprivnica csapataival érte el. Dolgozott a horvát férfi-, és női válogatott élén is, 2013-tó 2015-ig pedig Slavko Goluža segítője volt a férfi válogatott mellett. 2011-ben a Zvezda Zvenigorod élére nevezték ki, ez edző pályafutása kevésbé sikeres időszaka volt. A korábban Magyarországon 2000-től 2007-ig a Veszprémet irányító (és 2002-ben BL-döntőbe vezető) horvát tréner 2015-ben visszatért hazánkba, ezúttal a Dunaújvárosi Kohász Kézilabda Akadémia élére nevezték ki. A 2015-16-os idény végén EHF-kupát nyert a dunaújvárosi lányokkal. 2018 és 2020 között a Győri ETO másodedzőjeként dolgozott. 2020 októberében a Siófok vezetőedzője lett. A 2021-2022-es idénytől Danyi Gáborral együtt irányította a Balaton-parti együttest, amellyel EHF-kupa-döntős volt a 2020-2021-es szezonban. 2021 novemberében a vártnál gyengébb eredmények miatt távoznia kellett posztjáról. 2024 szeptemberében az NB/B-s Kozármisleny KA szakmai vezetője lett.

## Sikerei
Játékosként
Medveščak Zagreb
- Jugoszláv kupagyőztes (4): 1978, 1983, 1986, 1987

Edzőként
RK Zagreb
- Jugoszláv bajnok (1): 1990-91
- Horvát bajnok (3): 1991-92, 1992-93, 1999-00
- Horvát kupagyőztes (3): 1992, 1993, 2000
- EHF-bajnokok ligája (2): 1991-92, 1992-93
- EHF-szuperkupa (1): 1993

Laško Pivovara Celje
- Szlovén bajnok (3): 1995-96, 1996-97, 1997-98
- Szlovén kupagyőztes (3): 1996, 1997, 1998

Fotex Veszprém
- Magyar bajnok (5): 2001-02, 2002-03, 2003-04, 2004-05, 2005-06
- Magyar kupagyőztes (5): 2002, 2003, 2004, 2005, 2007

RK Podravka Koprivnica
- Horvát bajnok (3): 2007-08, 2008-09, 2009-10
- Horvát kupagyőztes (3): 2008, 2009, 2010

Dunaújvárosi Kohász Kézilabda Akadémia
- EHF-kupa győztes (1): 2015-16